# إيه إي دبليو حارب للأبد
إيه إي دبليو حارب للأبد (بالإنجليزية: AEW Fight Forever)‏ هي لعبة فيديو رياضية للمصارعة المحترفة قادمة تم تطويرها بواسطة يوكز ونشرتها تي إتش كيو نورديك. ستكون اللعبة هي أول لعبة فيديو تابعة لشركة المصارعة المحترفة آول إليت ريسلينغ على وحدات التحكم المنزلية وأجهزة الكمبيوتر الشخصية. من المقرر إطلاقها في عام 2023 لأجهزة بلاي ستيشن 4 وبلاي ستيشن 5 ومايكروسوف ويندوز وإكس بوكس ون وإكس بوكس سيريس إكس وسيريس إس ونيتيندو سويتش.